# Paris Web
 (avril 2017).
Paris Web est un événement annuel de deux jours de conférences et un jour d'ateliers consacré au développement web. L'événement a généralement lieu fin septembre, début octobre, à Paris ou dans sa proche banlieue depuis 2006 et organisé par l'association à but non lucratif Paris-Web.
L’événement réunit chaque année de nombreux orateurs et intervenants spécialistes dans leur domaine : standards du Web, accessibilité, ergonomie ou méthodes de conception, mais aussi sur des aspects d’actualité comme la neutralité du réseau, la protection des données personnelles, le design web.

## Événement Paris Web
Les conférences ont lieu le jeudi et le vendredi, suivies le samedi d'une journée d’ateliers.
Les ateliers ont toujours lieu le samedi et sont à prix réduit par rapport à leur coût réel (typiquement le dixième du prix des deux jours de conférences afin de couvrir les frais de la restauration offerte sur la journée) pour les rendre accessibles aux étudiants, aux chômeurs et aux personnes qui ne pourraient pas participer en semaine.
Les conférences rassemblent environ 500 personnes (orateurs et organisateurs compris) et les ateliers environ 250 personnes,.
Toutes les conférences sont filmées et retransmises en direct puis à la demande sur internet, signées en Langue des signes française, et pour la moitié d'entre elles sous-titrées en direct par vélotypie. Les conférences en langue anglaise sont traduites en direct pour les auditeurs non anglophones en version audio et texte par la vélotypie.

## Éditions

### Édition 2020
L'édition 2020 se déroulera du 1er au 2 octobre 2020.
Pour la première fois, l'événement a eu lieu intégralement en ligne pour les conférences. Les ateliers ont été annulés à cause de la situation sanitaire liée à la COVID-19.

### Édition 2019
L'édition 2019 s'est déroulée du 10 au 12 octobre 2019 chez SUP'Internet.
52 conférenciers ont participé à cette édition.

### Édition 2018
L'édition 2018 s'est déroulée du 4 au 6 octobre 2018, à l'IBM Client Center Paris puis à la Web School Factory (ateliers) .

### Édition 2017
L'édition 2017 s'est déroulée du 5 au 7 octobre 2017, à l'IBM Client Center Paris puis à la Web School Factory (ateliers).
42 conférences et 15 ateliers ont été donnés par 63 orateurs. Plusieurs témoignages d'auditeurs sont disponibles.

### Édition 2016
L'édition 2016 s'est déroulée du 29 septembre au 1er octobre 2016, au Beffroi de Montrouge puis à la Web School Factory. 37 conférences et 12 ateliers ont été donnés par 63 orateurs. Plusieurs témoignages d'auditeurs sont disponibles.

### Édition 2015
L'édition 2015 s'est déroulée du 1er au 3 octobre 2015 au Beffroi de Montrouge pour les conférences ainsi qu'à la Web School Factory pour les ateliers.
54 conférenciers ont participé à cette édition.

### Édition 2014
- Dates : du jeudi 16 octobre au samedi 18 octobre 2014[16]
- Lieux : Beffroi de Montrouge (conférences), EfreiTech (ateliers)
- Nombre d'orateurs et oratrices : 55

### Édition 2013
- Dates : du jeudi 10 octobre au samedi 12 octobre 2013[17]
- Lieux : Palais Brongniart (conférences), ESG Management School (ateliers)
- Nombre d'orateurs et oratrices : 63

Pour la première fois depuis 2006, la conférence se passe effectivement dans Paris intra-muros.

### Édition 2012
- Dates : du jeudi 18 octobre au samedi 20 octobre 2012[18]
- Lieux : Forum IBM (conférences), Cifacom (ateliers)
- Nombre d'orateurs et oratrices : 70

### Édition 2011
- Dates : du jeudi 13 octobre au samedi 15 octobre 2011[19].
- Lieux : Forum IBM (conférences), Cifacom (ateliers)
- Nombre d'orateurs et oratrices : 60[20]

### Édition 2010
L'édition 2010 s'est déroulée du 14 au 16 octobre 2010 avec 60 orateurs.

### Édition 2009
L'édition 2009 s'est déroulée du 8 au 10 octobre 2009 avec 43 orateurs.

### Édition 2008
L'édition 2008 s'est déroulée du 13 au 15 novembre 2008 avec 42 orateurs.

### Édition 2007
L'édition 2007 est déroulée du 15 au 17 novembre 2007 avec 35 orateurs. C'est en 2007 que, pour la première fois, les deux jours de conférences sont suivis de la journée d'ateliers du samedi.

### Édition 2006
L'édition 2006, la première ne comprenant que deux jours de conférences, s'est déroulée les 21 et 22 septembre 2006 avec 12 orateurs.

## Association Paris-Web
L’association Paris-Web a été fondée en 2005 par Éric Daspet, Stéphane Deschamps et Adrien Leygues. C’est une association à but non lucratif, déclarée le 19 décembre 2005 à la sous-préfecture de Palaiseau, selon les termes de la loi française de 1901.
L’association a pour but de promouvoir, directement ou indirectement, le développement d’un web de qualité.